# Scala Ludwigsburg

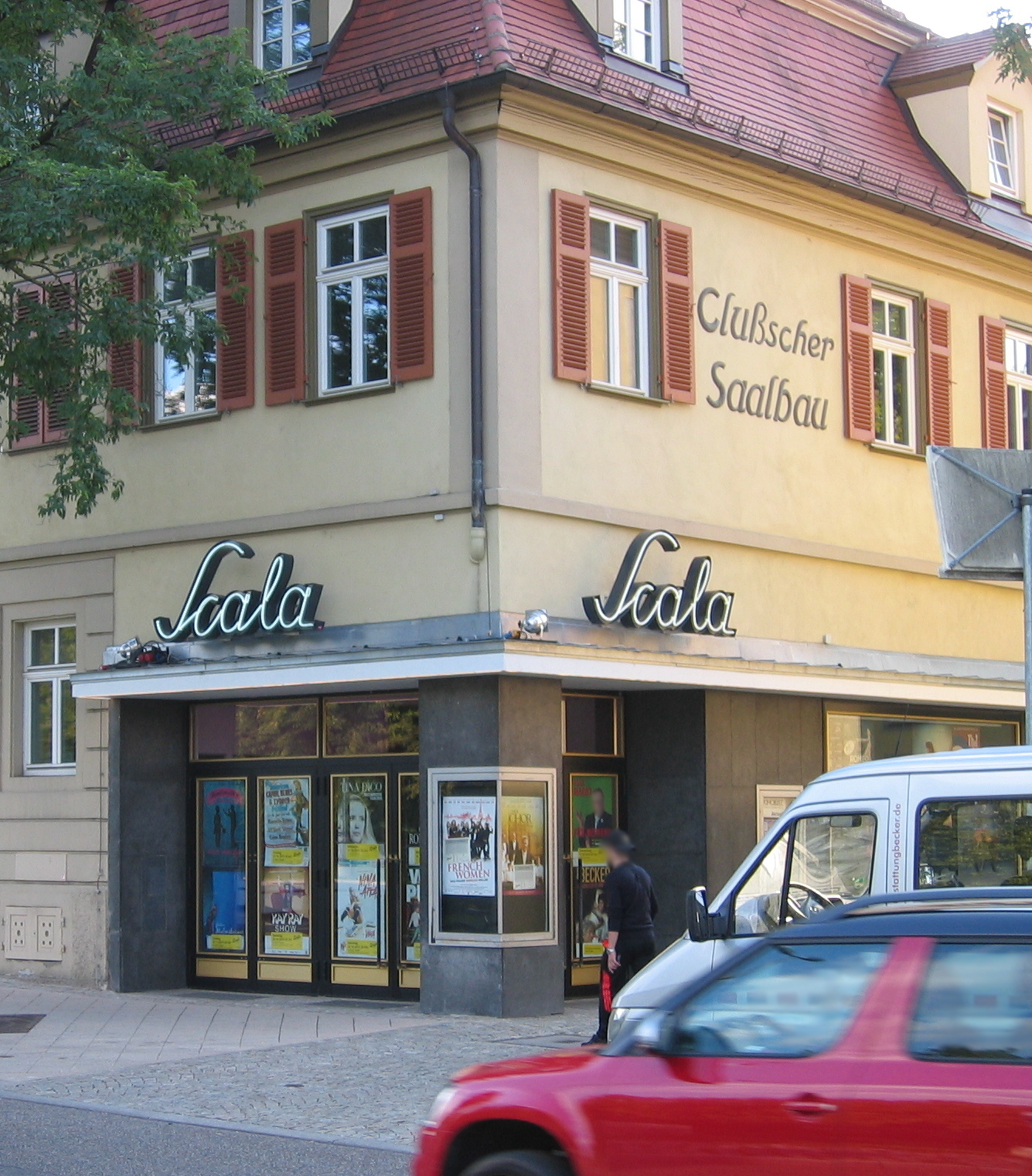
Das Scala 2015 – Außenansicht des Eingangsbereichs

Das Scala 2007

Das Scala, und damit nicht etwa „die“ Scala, ist der älteste und traditionsreichste Veranstaltungsort für Kultur in Ludwigsburg. Der Clußsche Saalbau (benannt nach der Brauerei Cluss) wird seit Beginn des 20. Jahrhunderts als Kultursaal genutzt: Theater, Kino, Kabarett und Musik haben von jeher hier Platz gefunden. Das Scala in seiner heutigen Form ist ein fast unveränderter Kinosaal aus den 1950er Jahren mit großer Bühne vor der Leinwand und 400 Sitzplätzen, inklusive Balkon.

## Geschichte

### Eröffnung

Postkarteninnenseite aus dem Jahr 1910

Als am 16. August 1902 in der Ludwigsburger Zeitung (LZ) die Nachricht erschien, die Witwe Cluß habe von einem „Photograph“ P. Koch das Gebäude „Zum englischen Hof“ für 69.000 Reichsmark erworben, konnte noch niemand ahnen, dass daraus eine hundertjährige Kulturgeschichte entstehen würde, deren Ende noch nicht absehbar ist. Der Cluß'sche Saal, wie er fortan hieß, war ein geräumiger Saal mit seitlichen Emporen und einer großen Bühne, von der her Tafelmusik die Gäste erfreute.
Offiziell dem Veranstaltungsbetrieb übergeben wurde er am 27. Dezember 1902 mit einem großen Festakt. In der LZ war am 29. Dezember 1902 hierzu zu lesen: Die Trompeterkorps der Feldartillerie Regimenter Nr. 65 und 29, abwechselnd dirigiert von den Herren Thomas und Rübmann, hatten sich zu einem Tonkörper vereinigt, der sehr Achtenswertes hat und dessen Leistungen noch durch die ausgezeichnete Akustik des Raumes gehoben wurden.
In der Folgezeit fanden im Saalbau vor allem Musik- und Tanzveranstaltungen statt, wobei, wie auf einer alten Postkarte von 1910 zu sehen ist, die Atmosphäre eines Brauhauses vorherrschte. Vor allem Lustspiele erfreuten in dieser Zeit die lebhafte Besucherschaft.

### Lichtspieltheater

Plakataushang im Jahre 1948

Im Jahr 1932 wurde der Saalbau auch zu einem Lichtspieltheater. In der LZ vom 1. Oktober 1932 heißt es hierzu: Das Eröffnungsprogramm […] bestätigt zunächst die lobenswerten Absichten der Leitung. Sowohl der Hauptfilm „Quick“ wie das aus Kulturfilm und Tonfilm-Groteske bestehende Beiprogramm waren ganz neu und fanden lebhaften Beifall. Die Hauptdarsteller des Films waren übrigens Hans Albers und Lilian Harvey.
Vor der Machtergreifung der Nazis, so ist im SCALA-Heft vom Dezember 1991 nachzulesen, fanden darüber hinaus Großveranstaltungen der Hitlergegner statt. So sprach dort der KPD-Vorsitzende Ernst Thälmann. Großes Aufsehen erregte auch die Veranstaltung gegen den § 218 StGB, auf der auch der Arzt und Dramatiker Friedrich Wolf sprach.

### Filmvorführbetrieb

Eintrittskarten aus den 50er Jahren

Saalbau-Anzeige in der Ludwigsburger Zeitung aus dem Jahre 1935

Während der Zeit zwischen 1933 und 1945 blieb die Nutzung des Saalbau Theaters in erster Linie Filmvorführungen vorbehalten. So wurde beispielsweise im Juli 1935 der Laurel-und-Hardy-Film Die „Wüsten“ Söhne gezeigt.
Nach Kriegsende wurde das Saalbautheater in verschiedener Weise wieder bespielt. Beim Bühnenumbau im Jahr 2000 gefundene Eintrittskarten aus den Jahren 1946 bis 1948 wiesen hin auf Opern- und Operettenabende, Kinderballett, Württembergische Musikbühne, Deutsches Operntheater Stuttgart, TERRA – Künstlerspiele Stuttgart – Ludwigsburg, Tanzabend – Lisa Kretschmar, I.K.B. Stuttgart, aber auch auf Kinoveranstaltungen.
Erwähnenswert ist hier auch eine Veranstaltung mit Reinhold Maier, veranstaltet von der DVP, der späteren FDP, am 31. Juli 1949. Maier war zu dieser Zeit noch Ministerpräsident des damaligen Landes Württemberg-Baden.

### Scala-Theater

Scala Eröffnung 1954

1954 entstand das Scala-Theater. Nachdem bis in die 50er-Jahre hinein die Bedeutung des Kinos immer weiter zunahm, ließen die Geschwister Gertrud und Richard Cluß 1954 den Konzert- und Theatersaal nach den neuesten Gesichtspunkten als Lichtspieltheater umbauen und änderten den Namen in „Scala-Theater“.
Am 17. September 1954 erschien in der LKZ eine Vorankündigung zur Eröffnung des Scala-Theaters noch am selben Tag. Aufgeführt wurde das musikalische Lustspiel „Fräulein vom Amt“. Auch in der Folgezeit kamen die gerade aktuellen Filmproduktionen zur Vorführung. Zu Gast im Haus waren dabei auch namhafte Schauspieler wie Johannes Heesters, Ilse Werner, Viktor Staal, Georg Thomalla oder Ellen Schwiers.
Ende der 60er-Jahre gaben die Geschwister Cluß das Kino ab und vermieteten es. Es sank zu einem Pornokino herab, und der Name wurde in „Scala“ verkürzt.

## Heutige Nutzung
1986 begann die Ära des „Scala – Musik, Theater, Kino“. Nachdem der Musikverein Ludwigsburg die Regie übernommen hatte, eröffnete das SCALA-Theater am 5. Dezember 1986 das Programm. Im Mai 1987 wurde aufgrund rechtlicher Probleme das Kinoprogramm abgetrennt und vom neu gegründeten Verein „Kinokult“ übernommen. Der Musikverein dagegen musste nach unsicheren Zeiten am 15. Dezember 1999 Insolvenz anmelden. Die Nachfolgegesellschaft SCALA Kultur GmbH nahm im März 2000 mit dem übrig gebliebenen Personal sowie neuem Geschäftsführer und Programmmacher den Livebetrieb wieder auf, u. a. mit einem Auftritt der Leningrad Cowboys. Auch die Förderung des Nachwuchses stand damit wieder auf der Tagesordnung.

### Programm

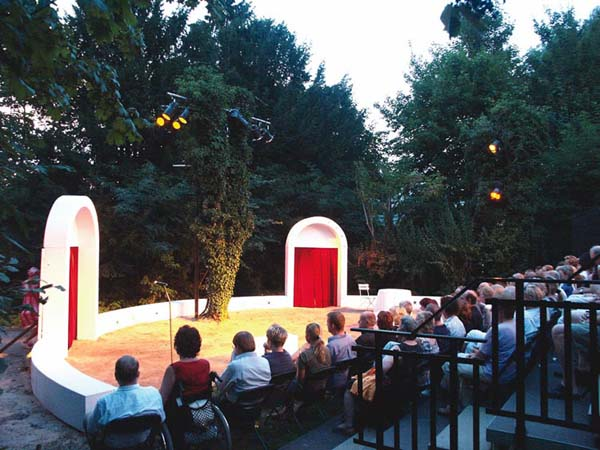
Freilichttheater im Cluss-Garten

Heute ist das Scala in das SCALA Kino, SCALA Live und das SCALA Theater aufgeteilt. Das Kino pausiert zu den Liveveranstaltungen. Während der Sommerpause von Scala Live lockt der Theatersommer im Cluss-Garten, dem ehemaligen Brauereigelände direkt hinter dem Clußschen Saalbau.
Das Konzept des Scala ist einfach: Dem Besucher soll durch klar gegliederte Veranstaltungsreihen und ein kontinuierliches Programm ein breit gefächertes Kulturangebot mit überdurchschnittlicher Qualität zur Verfügung stehen. Ganz nach dem Motto „Kultur für Jeden“. So bietet auch Kinokult nicht ausschließlich die üblichen Blockbuster, sondern Kino mit Niveau, Originalversionen oder Schulkinoprogramm.

## Bilder

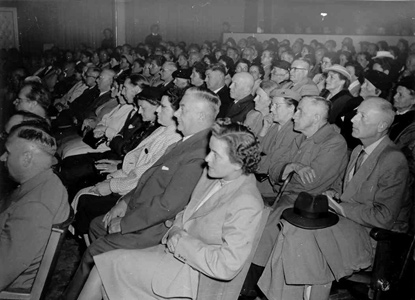

Koordinaten: 48° 53′ 43,5″ N, 9° 11′ 37,8″ O